# Championnat de France masculin de handball 1986-1987
Navigation
Nationale 1 1985-1986 Nationale 1 1987-1988
Le championnat de France de Nationale 1 masculin 1986-1987 est le plus haut niveau de handball en France. 
Le titre de champion de France est remporté par l'USM Gagny. C'est leur cinquième et dernier titre de champion de France.
Avec 21 victoires et un match nul en 22 journées et le succès en Coupe de France, Gagny termine donc la saison invaincu, ce qu'aucune équipe n'a jamais réalisé. Interrogées sur les raisons de cette supériorité, quelques personnalités du handball français ont ainsi mis en avant cinq grands axes : la personnalité de l’entraineur Jean-Michel Germain, un effectif très riche, le rayonnement d’Éric Cailleaux, la classe de Philippe Médard dans les buts et les structures exemplaires du club. La domination de Gagny sur le handball français est d'autant plus grande que les espoirs et juniors masculins sont sacrés champions de France, tout comme, chez les filles, les Juniors et l'équipe fanion emmenée par Carole Martin.
Pourtant, si « la qualité de notre effectif nous permettait d'avoir une marge de sécurité dans le championnat de France, en Coupe d'Europe, on voyait la différence. Il nous manquait cette charge de travail. Contre les Est-Allemands du TUSEM Essen (2e tour de la Coupe des clubs champions), on avait pris neuf buts là-bas (21-12) mais on avait quand même réussi à l'emporter, de peu, chez nous (18-17). » , explique l'international français Dominique Deschamps. Et même cette domination nationale va être mise à mal puisque si l'USM Gagny a continué à se qualifier en Coupe d'Europe jusqu'en 1991 et a atteint la finale de la Coupe de France en 1990, il ne remportera plus de titres par la suite, ratant la marche vers la professionnalisation du handball français avant de déposer le bilan en 1996.

## Compétition

### Préambule
Les principales « mutations » à l'intersaisons étaient :
- Philippe Debureau : du Stade Toulousain vers l'US Dunkerque
- Dominique Deschamps : de l'AC Boulogne-Billancourt vers l'USM Gagny
- Christian Gaudin : du CSL Dijon vers l'USAM Nîmes
- Philippe Germain : de l'USM Gagny vers l'US Créteil
- Jan Hamers : de Hollande vers l'USM Gagny
- Abdelkrim Hamiche : d'Algérie à l'AC Boulogne-Billancourt
- Stéphane Huet : de la Stella Sports Saint-Maur vers l'US Créteil
- Roland Indriliunas : du CSL Dijon vers l'Asnières Racing Olympique 92
- Tomislav Križanović : du RK Medveščak Zagreb vers l'US Ivry
- Olivier Krumbholz : du Stade messin étudiants club vers arrêt
- Gaël Monthurel : de l'ESM Gonfreville l'Orcher vers HB Vénissieux 85
- Sylvain Nouet : de l'USM Gagny vers Jeanne d'Arc de Villemomble
- Jean-Michel Serinet : de l'USM Gagny vers l'ES Colombes

### Classement final
Le classement final du championnat est, :
| \| \| Équipe \| Pts \| J \| G \| N \| P \| Bp \| Bc \| Diff \| \| -- \| ------------------------------ \| --- \| -- \| -- \| - \| - \| --- \| --- \| ---- \| \| 1 \| USM Gagny T C \| 65 \| 22 \| 21 \| 1 \| 0 \| 576 \| 442 \| 134 \| \| 2 \| USAM Nîmes \| 55 \| 22 \| . \| . \| . \| 518 \| 472 \| 46 \| \| 3 \| Stade Marseillais UC \| 53 \| 22 \| . \| . \| . \| 531 \| 484 \| 47 \| \| 4 \| US Dunkerque \| 50 \| 22 \| . \| . \| . \| 499 \| 489 \| 10 \| \| 5 \| US Ivry \| 49 \| 22 \| . \| . \| . \| 508 \| 474 \| 34 \| \| 6 \| US Créteil \| 48 \| 22 \| . \| . \| . \| 538 \| 489 \| 49 \| \| 7 \| Stade messin étudiants club \| 42 \| 22 \| . \| . \| . \| 459 \| 453 \| 6 \| \| 8 \| AC Boulogne-Billancourt \| 40 \| 22 \| . \| . \| . \| 500 \| 523 \| -23 \| \| 9 \| Asnières Racing Olympique 92 P \| 36 \| 22 \| . \| . \| . \| 502 \| 548 \| -46 \| \| 10 \| Villefranche HBC P \| 32 \| 22 \| . \| . \| . \| 502 \| 576 \| -74 \| \| 11 \| Paris UC \| 30 \| 22 \| . \| . \| . \| 482 \| 563 \| -81 \| \| 12 \| Stella Sports Saint-Maur \| 28 \| 22 \| . \| . \| . \| 400 \| 502 \| -102 \| | - Champion de France 1986-1987 et qualifié pour la Coupe des clubs champions . - Qualifié pour la Coupe des coupes (en tant que finaliste de la Coupe de France). - Qualifié pour la Coupe de l'IHF. - Relégation en Nationale 1B. - Rétrogradation volontaire en en division régionale. - T : Tenant du titre. - C : Vainqueur de la Coupe de France. - P : Promu de Nationale 1B en début de saison. |     |    |    |   |   |     |     |      |
| | Équipe | Pts | J  | G  | N | P | Bp  | Bc  | Diff |
| 1 | USM Gagny T C | 65  | 22 | 21 | 1 | 0 | 576 | 442 | 134  |
| 2 | USAM Nîmes | 55  | 22 | .  | . | . | 518 | 472 | 46   |
| 3 | Stade Marseillais UC | 53  | 22 | .  | . | . | 531 | 484 | 47   |
| 4 | US Dunkerque | 50  | 22 | .  | . | . | 499 | 489 | 10   |
| 5 | US Ivry | 49  | 22 | .  | . | . | 508 | 474 | 34   |
| 6 | US Créteil | 48  | 22 | .  | . | . | 538 | 489 | 49   |
| 7 | Stade messin étudiants club | 42  | 22 | .  | . | . | 459 | 453 | 6    |
| 8 | AC Boulogne-Billancourt | 40  | 22 | .  | . | . | 500 | 523 | -23  |
| 9 | Asnières Racing Olympique 92 P | 36  | 22 | .  | . | . | 502 | 548 | -46  |
| 10 | Villefranche HBC P | 32  | 22 | .  | . | . | 502 | 576 | -74  |
| 11 | Paris UC | 30  | 22 | .  | . | . | 482 | 563 | -81  |
| 12 | Stella Sports Saint-Maur | 28  | 22 | .  | . | . | 400 | 502 | -102 |

### Champion de France 1986-1987
| Champion de France 1986-1987 Union sportive municipale de Gagny 5e victoire |

L'effectif de l'USM Gagny est (avec entre parenthèses l'âge des joueurs en début de saison), :
- Gardiens de but : Philippe Médard (27 ans), Alain Nauche (25), Éric Lamiraoui (19).
- Joueurs de champ : Thierry Perreux (23), Éric Cailleaux (27), Jan Hamers (28), Philippe Grillard (26), Dominique Deschamps (28), Nicolas Cochery (22), Olivier Ouakil (23), Philippe Gardent (22), Frédéric Garnier (27), Sylvain Lecoq (20), Éric Menguy (19), Joël Melyon (23):
- Entraîneur : Jean-Michel Germain ; Président : Claude Rouffaud.

### Meilleurs buteurs
Les meilleurs buteurs du championnat sont :
| Rang | Joueur                  | Club                 | Buts |
| ---- | ----------------------- | -------------------- | ---- |
| 1    | Bernard Gaffet          | Stade Marseillais UC | 174  |
| 2    | Philippe Debureau       | US Dunkerque         | 154  |
| 3    | Laurent Munier          | Villefranche HBC     | 143  |
| 4    | Roland Indriliunas      | Asnières             | 139  |
| 5    | Jean-Marc Poinsot       | Stade Messin EC      | 130  |
| 6    | Jan Hamers              | USM Gagny            | 127  |
| 7    | Tomislav Križanović     | US Ivry              | 122  |
| 8    | Andrzej Tłuczyński (pl) | US Créteil           | 117  |
| 9    | Pascal Jacques          | Stade Messin EC      | 108  |
| 10   | Nicolas Cochery         | USM Gagny            | 105  |

La suite du classement est : 
- 11. Christophe Esparre (ACBB), 102 buts ;
- 12. Alain Portes (Nîmes), 101 buts
- 13. Frédéric Volle (Nîmes), Locard (ACBB), 98 buts
- 15. Néguédé (Dunkerque), 97 buts
- 16. Andretti (PUC), 96 buts
- 17. Cholet (Stella Sports Saint- Maur), 94 buts
- 18. Jean-Louis Auxenfans (Asnières), 93 buts
- 19. Zieba (Dunkerque), 91 buts
- 20. Philippe Gardent (Gagny), 89 buts
- 21. Pascal Mahé (Créteil), 87 buts
- 22. Denis Tristant et Winkler (PUC), 84 buts
- 24. Huck (Asnières), 83 buts
- 25. Abdelkrim Hamiche (ACBB), 80 buts
- 26. Carré (Villefranche), 73 buts ; 27. Huet (Créteil), 71 buts ; 28. Lasfont (Créteil), Csak (SMUC), 67 buts ; 30. Philippy (Ivry), 66 buts ; 31. Velghe (PUC), 65 buts ; 32. Germain (Créteil), Patrice Canayer (Asnières), Meyer (Villefranche), 63 buts ; 35. Persichetti (Ivry), 62 buts ; 36. Patrick Lepetit (Ivry), Thierry Perreux (Gagny), 61 buts ; 38. Juif (Stella), 59 buts ; 39. Duffet (Stella), 58 buts ; 40. Dionizio et Szymczyk (Villefranche), 57 buts ; 42. Éric Quintin (SMUC), 56 buts ; 43. Dominique Deschamps (Gagny), 54 buts ; 44. Duperat (Dunkerque), Michel Cicut (SMUC), 53 buts ; 46. Gilles Derot (Nîmes), 52 buts ; 47. Dureuil (ACBB), 51 buts ; 48. Silly (Ivry), Grillard (Gagny), Jean-Louis Derot (Nîmes), Brunet (SMUC), 50 buts
- 52. Allard (Nîmes), 49 buts ; 53. Menin (ACBB), 48 buts ; 54. Desroses et Bernard (Créteil), Courbier (Nîmes), Herveux (SMEC), 47 buts ; 58. Téoule (Nîmes), Jean-Louis Legrand (Stella), 46 buts ; 60. Labourdette (Ivry), Sommero (ACBB), 43 buts ; 62. Daniel Hager (Ivry), 42 buts ; 63. Archier (SMUC), 40 buts ; 64. Minne (PUC), Joli (Villefranche), 39 buts ; 66. Lenaff (PUC), Casagrandi (Villefranche), Ouakil (Gagny), Muhar (SMEC), 38 buts ; 70. Kulig (Stella), 37 buts ; 71. Javourez (SMUC), 35 buts ; 72. Lobanoff (ACBB), 34 buts ; 73. Mabille (Dunkerque), 33 buts ; 74. Arbonville (PUC), Robic et Guignard (Asnières), 32 buts ; 77. Teyssier (Nîmes), Toupance (SMEC), 29 buts ; 79. Gérard (SMEC), 28 buts ; 80. Pot (Dunkerque), 27 buts ; 81. Blanchard (Asnières), Barthélémy (Dunkerque), 26 buts ; 83. Éric Cailleaux (Gagny), Jean-Jacques Cochard (SMUC), Dubertrand (Stella), 25 buts ; 86. Garnier (Gagny), Duvey (Stella), 24 buts ; 88. François (SMEC), 23 buts ; 89. Hassen Bouaouli (Créteil), Bour (SMEC), 22 buts ; 91. Martinez (Ivry), Collonge et Christophe Chagnard (Nîmes), Schiratti Stella), 21 buts.
- 95 Mirabel (Ivry), Tircazes (PUC), Lascoux (ACBB), Berged (SMEC), 18 buts ; 99. Poli (SMUC), 16 buts ; 100. Rage (Villefranche), Gelé et Pichot (Stella), Fournet (Ivry), 15 buts ; 104. Franck Bulleux (ACBB), 14 buts ; 105. Villard (Asnières), 13 buts ; 106. Campagne (Asnières), 10 buts ; 107. San Carlos (SMUC), 9 buts ; 108. Thuaud (Asnières), Yaïche (ACBB), Daguenet (SMEC), 8 buts ; 111. Sculo (Ivry), Goyet (PUC), Coquard (Villefranche), Mignot (Dunkerque), Longerinas (SMEC), 7 buts ; 116. Crépin (Créteil), Steiger et Carmone (PUC), Monteil (Villefranche), Cochennec (Dunkerque), 6 buts ; 121. Trumler (Créteil), Sabatier (SMUC), 5 buts ; 123. Bouzonnet (Villefranche), 4 buts ; 124. Dupuis (Créteil), Jolivet (Asnières), Christophe Mazel (Nîmes), Belloc (Stella), 3 buts ; 128. Burak, Gilson et Surmont (PUC), Lameyre (Dunkerque), Maudet et Tejou (ACBB), Guitton (Stella), 2 buts ; 135. Bugada (Ivry) Tchikaya (PUC), Philippe Médard (Gagny), Sanchez (Nîmes), Frédéric Perez, Lefevre et Stéphane Plantin (Stella), 1 but.